# Timothy Cheruiyot
Timothy Cheruiyot (20 de novembro de 1995) é um atleta meio-fundista queniano, medalhista olímpico e campeão mundial dos 1500 metros.
Nos Jogos Olímpicos de Verão de 2020, conquistou a medalha de prata na prova de 1500 metros masculino com o tempo de 3:29.01.